# Holy Wars...The Punishment Due
"Holy Wars... The Punishment Due" er åbningssangen til thrash metal-bandet Megadeth's album Rust in Peace fra 1990.
Sangen har en usædvanlig sangstruktur i det den skifter ved 2:26, efter en akustisk bro af Marty Friedman, til en anden, langsommere sektion kaldet "The Punishment Due", og vender senere i sangen tilbage til "Holy Wars" efter en guitarsolo spillet af Dave Mustaine. Hele sangen omtales generelt bare som "Holy Wars".
Tekstmæssigt omhandler "Holy Wars" den nordirske konflikt. I et interview med det britiske magasin Guitarist, har Mustaine udtalt at han blev inspireret til at skrive sangen i Nordirland, da han så hjemmelavede Megadeth-T-shirts, der var til salg, men blev frarådet at få dem fjernet fordi de var en del af fundraising-aktiviteterne for "The Cause" ("Sagen" – den irske republikanske hær). Han har senere udtalt ved en koncert på Rock City 18. februar 2008, at det var ved det koncertsted at han skrev "Holy Wars" efter at bandet var rejst dertil fra Irland i en skudsikker bus.  "The Punishment Due" er baseret på den populære Marvel tegneseriehelt The Punisher.
Sangen er den sidste sang der er blevet spillet som ekstranummer ved de fleste seneste Megadeth-koncerter, selvom der i midten af sangen ofte skiftes til "Mechanix" og senere tilbage til "Holy Wars".

## Musikvideo
Videoen til "Holy Wars...the Punishment Due" blev lavet i august 1990 (omtrent samtidig med Golfkrigens begyndelse i 1990) og indeholdt klip fra nyhedsoptagelser fra konflikter rundt omkring i verden i løbet af 1980'erne, hvoraf størstedelen var i Mellemøsten.

## Spor
7"-udgave
1. Holy Wars...The Punishment Due
2. Lucretia

12"-udgave
1. Holy Wars...The Punishment Due
2. Interview med Dave Mustaine

12"-udgave
1. Holy Wars...The Punishment Due
2. Lucretia
3. Interview med Dave Mustaine (redigeret)

Cd-udgave
1. Holy Wars...The Punishment Due
2. Lucretia
3. Interview med Dave Mustaine (redigeret)

- Capitol Records DPRO-79462

## Fodnoter
1. 1 2  "The Realms of Deth – Megadeth Lyrics – Rust in Peace". Arkiveret fra originalen 21. december 2008. Hentet 4. november 2008.
2. ↑  "The Realms of Deth – Megadeth Interviews – Dave the Human, Mustaine the Artist". Arkiveret fra originalen 11. januar 2016. Hentet 4. november 2008.